# Dierlijke cognitie
Dierlijke cognitie is het dierlijke vermogen van kennisverwerving door waarneming, en vervolgens het verwerken van de daarmee opgedane informatie, door het denken. Menselijke cognitie is een vorm van dierlijke cognitie, maar wordt daarvan onderscheiden vanuit het exceptionalistische idee dat de mens een aparte plaats inneemt in de schepping.
Dierlijke cognitie is onderzocht bij zoogdieren, zoals primaten, walvisachtigen, olifanten, honden, katten, paarden, vee, wasberen en knaagdieren,  vogels als papegaaien, kraaien en duiven, bij reptielen als varanen en slangen, bij vissen en bij ongewervelden als inktvissen, spinnen en insecten.
In de vroegere biologie werden cognitie en intelligentie uitgezet langs de scala naturæ, de ladder van de natuur. In dit hiërarchische systeem is er sprake van een toenemende perfectie. Bij modern onderzoek wordt echter uitgegaan van verschillende soorten cognitie die zich evolutionair ontwikkeld hebben als aanpassing aan de niche die een soort inneemt. De ene soort is niet noodzakelijk intelligenter dan een andere, maar kan over een ander soort intelligentie beschikken die goed van pas komt in die specifieke niche.

## Onderzoeksrichtingen
Bij het onderzoek naar dierlijke cognitie moet onderscheiden worden in hoeverre er sprake is van instinctief gedrag, van eenvoudig stimulus-respons-gedrag als gevolg van klassieke conditionering, van complexer stimulus-respons-consequenties-gedrag als gevolg van trial-and-error of operante conditionering, of van daadwerkelijk inzicht.

Het wetenschappelijk onderzoek hiernaar wordt beïnvloed door het debat in hoeverre menselijke eigenschappen geprojecteerd mogen worden op dieren. Tegenstanders hiervan spreken van antropomorfisme, terwijl voorstanders bij het volledig ontkennen hiervan wel over antroponegatie spreken.

Van grote invloed hierbij is de canon van Morgan. Lloyd Morgan stelde in 1894 dat dieren geen hogere geestelijke vermogens toegeschreven mogen krijgen als lagere volstaan. Hij schreef dit als reactie op een al te sterk antropomorfisme van vooral George Romanes. Het betekende voor Morgan echter niet dat dieren niet tot meer dan stimulus-respons-gedrag in staat zijn, iets wat latere onderzoekers nog weleens aannamen. Tegenover de canon van Morgan staat de toetssteen van Hume, die stelt dat dezelfde hypotheses toegepast moeten worden op het geestelijk handelen bij dieren als bij mensen. Het veronderstelt wat later bekend zou worden als evolutionaire continuïteit, namelijk dat er een geleidelijke overgang is tussen de verschillende soorten van zowel lichaam als van geest. Dit botst echter met het exceptionalistische idee dat de mens een unieke positie inneemt en als enige beschikt over cognitie. Deze opvatting levert het probleem van Wallace op, doordat het een discrepantie veronderstelt tussen de lichamelijke en geestelijke evolutie van de mens en er sprake is van saltatie, een sprong in de evolutie.

Het onderzoek naar instinctief gedrag was aanvankelijk het veld van de klassieke ethologie, dat voortkwam uit de zoölogie. Hierbij lag de nadruk op observaties in het wild. De vergelijkende psychologie gaf juist de voorkeur aan gecontroleerde experimenten in gevangenschap en werd sterk beïnvloed door het behaviorisme, dat in zijn klassieke vorm uitging van stimulus-respons-gedrag. Dit laatste had zijn tekortkomingen, waarop B.F. Skinner het radicaal behaviorisme ontwikkelde, uitgaande van stimulus-respons-consequenties-gedrag. Aanvankelijk was er sprake van de nodige strijd tussen de vergelijkende psychologie en de ethologie, maar gaandeweg begon men elkaars methodes over te nemen en met de cognitieve revolutie werd ook cognitie een belangrijke onderzoeksrichting. Daarvoor had Edward Tolman al een aanzet in die richting gegeven.
Het onderscheid tussen deze verschillende soorten gedrag is minder groot dan uit voorgaande afgeleid zou kunnen worden. Veel gedrag is hier in meer of mindere mate een combinatie van. Het concept van belichaamde cognitie onderzoekt daarbij de invloed op cognitie door de interactie tussen lichaam en omgeving.

## Onderdelen
Cognitie bestaat uit verschillende onderdelen waarover dieren in meer of mindere mate beschikken. De grootte van de hersenen speelt hierbij een rol, maar vooral de omgeving waarin het dier moet overleven is daarbij van belang. Zo herkent de drieteenmeeuw zijn jongen niet, waarschijnlijk omdat de jongen het nest, dat zich veelal op steile rotskusten bevindt, nooit vroegtijdig verlaten. Meeuwen die op de grond broeden, herkennen hun jongen wel.
De papierwesp Polistes fuscatus leeft in kleine hiërarchische kolonies met meerdere koninginnen, zodat gezichtsherkenning zinvol is, terwijl de nauw verwante Polistes metricus slechts een koningin heeft en dan ook niet in staat is tot gezichtsherkenning.

### Bewustzijn

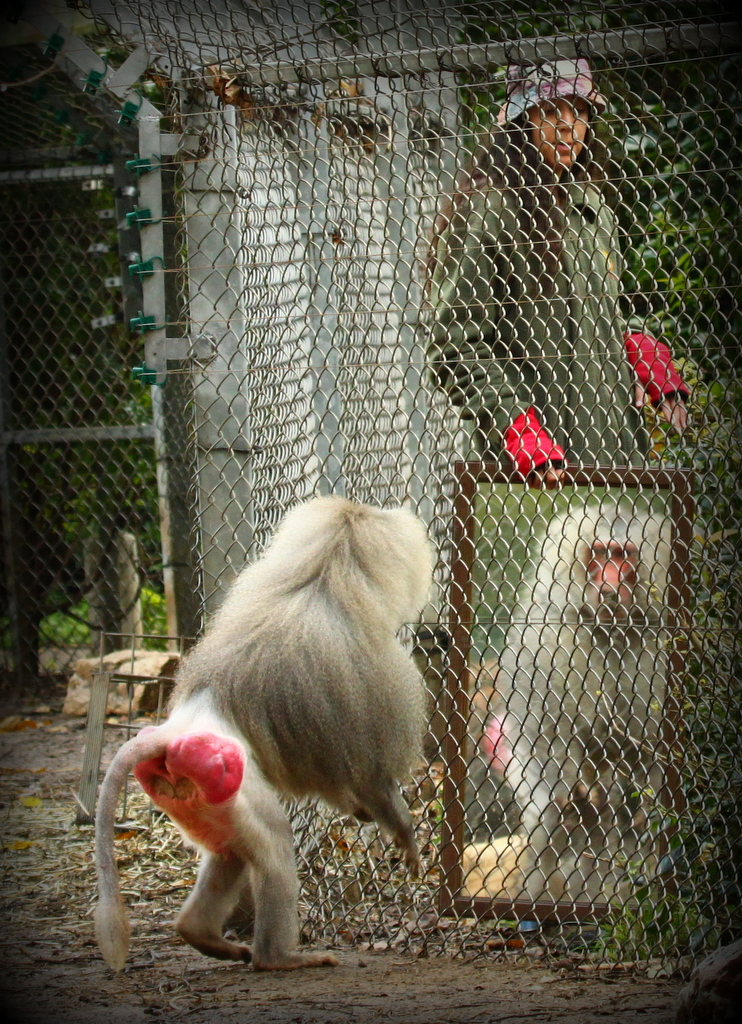
Baviaan die in de spiegel kijkt

Of en welke dieren over bewustzijn beschikken, is onderwerp van veel discussie en in mindere mate ook onderzoek. Een van de vragen daarbij is welke proef dit aan kan tonen. Een bekend voorbeeld is de spiegelproef die Gordon G. Gallup ontwikkelde om zelfherkenning te onderzoeken.
Er zijn steeds meer aanwijzingen dat dieren inderdaad over een bepaalde mate van bewustzijn beschikken, wat in 2012 vanuit de neurowetenschappen tot The Cambridge Declaration on Consciousness leidde.

#### Theory of mind
Theory of mind (ToM) is het vermogen om een beeld te vormen van het perspectief van een ander en indirect ook van zichzelf vanuit het besef dat de eigen opvattingen, verlangens en emoties kunnen afwijken van die van een ander. Hoewel dit wel wordt gezien als een unieke menselijke eigenschap, is het eerste onderzoek hiernaar gedaan bij chimpansees. Emil Menzel beschreef dit in zijn artikel A group of young chimpanzees in a one-acre field: Leadership and communication uit 1974. Hij toonde een enkele chimpansee voedsel of juist een eng voorwerp en herenigde deze daarna met de groep. Deze bleken in staat om te achterhalen wat de ene chimpansee net had gezien. Lager geplaatste chimpansees deden zelfs pogingen tot misleiding als zij wisten waar voedsel verborgen lag en wilden voorkomen dat een hoger geplaatste het op zou eisen. Het inlevingsvermogen van chimpansees gaat zelfs zo ver dat hoger geplaatsten deze misleidingstactiek door beginnen te krijgen. Dit is wel besproken als gedachten lezen, maar komt meer neer op het lezen van de lichaamstaal.

### Tijd en plaats
In hoeverre dieren in staat zijn om tijd te ervaren was onderdeel van de lepeltest van psycholoog Endel Tulving. Dit was voor hem een indicatie voor geestelijk tijdreizen, iets waar hij alleen mensen toe in staat achtte. Volgens een Ests kinderverhaal
... droomt een jong meisje over het verjaardagsfeest van een vriendje waar de gasten een heerlijke chocoladepudding krijgen, haar favoriet. Helaas, alles wat ze kan doen is kijken naar de andere kinderen terwijl die de pudding eten, want iedereen moet een eigen lepel hebben, en zij had er geen. Dus de volgende avond, vastbesloten om niet opnieuw dezelfde teleurstellende ervaring te hebben, gaat ze naar bed met een lepel in haar hand geklemd.
Het feit dat ze zich herinnert op het feest te zijn geweest zonder lepel, is voor Tulving een aanwijzing voor het episodisch geheugen. Dat ze een lepel mee naar bed neemt, is een aanwijzing voor episodische vooruitziendheid. Voor de lepeltest van Tulving gelden twee voorwaarden: het gedrag mag niet voortkomen uit de behoeftes van dat moment en ook niet van de situatie van dat moment. Om van toekomstplanning te spreken, mag de lepel geen nut hebben op het moment dat deze gepakt wordt, maar pas geruime tijd daarna.
Uit onderzoek blijkt dat in ieder geval mensapen over enige mate van vooruitziendheid beschikken en zo onder meer in staat zijn tot uitgestelde bevrediging.

### Interactie
Elk dier moet in enige mate in staat zijn tot interactie met de sociale en natuurlijke omgeving. Ook dit kan deels verklaard worden vanuit instinct en stimulus-respons-consequenties-gedrag, geldt ook hier dat bij steeds meer dieren cognitie een rol lijkt te spelen.

#### Communicatie
Waar al lang bekend is dat papegaaien kunnen leren praten, werd lang aangenomen dat er geen sprake was van werkelijk begrip. De grijze roodstaartpapegaai Alex van Irene Pepperberg bleek echter ook in staat de betekenis en syntaxis van bepaalde woorden en korte zinnen te begrijpen.
Dat betekent niet dat dieren in staat zijn tot de complexe taal zoals mensen dat kunnen. Onderdelen daarvan worden echter wel aangetroffen, zoals verwijzende signalen. Zo ontdekten Dorothy Cheney en Robert Seyfarth dat de Zuid-Afrikaanse groene meerkat een apart alarmkreet heeft voor luipaarden, adelaars en slangen. Ook bij andere dieren lijkt dit aangetroffen te zijn, al moet hier gewaakt worden voor de red herring waarbij signalen verkeerd geïnterpreteerd worden. Lichaamstaal kan een rol spelen waardoor het lijkt alsof dieren de gesproken taal begrijpen, ook wel het Kluger Hans-effect genoemd.
De aanwezigheid bij andere dieren van het FOXP2-gen, dat een belangrijke rol speelt bij de taalverwerving van mensen, en van het centrum van Wernicke bij mensapen doet vermoeden dat er sprake is van een geleidelijke evolutie. Hiervoor is echter meer onderzoek nodig.

#### Navigatie
Navigatie is essentieel zodra overleven niet mogelijk is op een enkele vaste plek. Dit kan via padintegratie aan de hand van een gegist bestek en via het spatieel geheugen met een cognitieve kaart aan de hand van oriëntatiepunten.
Het idee van een cognitieve kaart werd voor het eerst geopperd door Edward Tolman in 1948. In zijn artikel Cognitive maps in rats and men constateerde hij dat ratten in staat waren hun weg te vinden in een doolhof op een manier die verder ging dan eenvoudig associatief leren. Dit werd ook getest door Richard Morris in zijn Morris-waterdoolhof.

### Probleemoplossing
Probleemoplossing werd al waargenomen door Wolfgang Köhler in diens chimpanseekolonie op Tenerife. Edward Thorndike had eerder gesteld dat apen alleen leren door imitatie en trial-and-error, maar Köhler constateerde dat beide mechanismes onvoldoende in staat waren om te verklaren hoe Sultan, de meest begaafde chimpansee uit zijn kolonie, problemen te lijf ging. Sultan had nooit eerder te maken gehad met het door Köhler gepresenteerde probleem en zijn eerdere pogingen om het probleem op te lossen waren geen geleidelijke opgang tot de uiteindelijke oplossing. De uiteindelijke oplossing beschreef Köhler in Intelligenzprüfungen an Anthropoiden uit 1917 als een aha-erlebnis, een plotseling inzicht. Dit ging in tegen het vanuit het klassieke behaviorisme heersende idee van conditionering. Onderzoek van onder meer Robert Yerkes en Emil Menzel ondersteunden echter de bevindingen van Köhler. Lange tijd onbekend in het Westen hield de Russische Nadia Kohts zich gelijk met Köhler bezig met gelijkwaardig onderzoek en heeft mogelijk het match-to-sample-principe uitgevonden.
Om inzicht te verkrijgen spelen eerdere ervaringen echter wel een rol. Leren volgens imitatie en trial-and-error draagt bij aan een idee van affordance of verschaffing waarbij de mogelijkheden van een object onderkend worden. Mensapen blijken in staat tot representatie en daarmee een werkelijk begrip van een situatie. Dit in tegenstelling tot andere primaten, die problemen meer met trial-and-error te lijf gaan.

#### Werktuiggebruik
Werktuiggebruik werd wel gezien als kenmerkend voor de mens. Er zijn echter meer dieren die gebruik maken van werktuigen en een kleinere groep die werktuigen maakt. De Spaanse ontdekker Oviedo beschreef al in Sumario de la natural historia de las Indias uit 1526 het gebruik van werktuigen door kapucijnapen in gevangenschap. William Dampier beschreef in A New Voyage Round the World uit 1697 het gebruik van werktuigen door een kapucijnaap in het wild. Erasmus Darwin, grootvader van Charles Darwin, beschreef in Zoonomia uit 1794 werktuiggebruik door een oude kapucijnaap in Londen. Charles Darwin zelf noemde in De afstamming van de mens uit 1871 onder meer de baviaan die gebruik maken van werktuigen en wapens.
Naast dit anekdotisch bewijs is er meer structureel onderzoek gedaan. De chimpansee is daarbij uitgebreid onderzocht, allereerst door Jane Goodall. In Gombe Stream Nationaal Park in Tanzania begon zij in 1960 met haar onderzoek naar de chimpanseekolonie daar en kwam al snel tot de conclusie dat chimpansees gebruik maakten van werktuigen. Toen zij haar bevindingen deelde met archeoloog Louis Leakey schreef hij haar:
We must now redefine man, redefine tool, or accept chimpanzees as human!
Sindsdien is werktuiggebruik waargenomen bij alle anderen mensapen, enkele andere primaten, olifanten, walvisachtigen, zeeotters, honingdassen, kraaiachtigen, putters, inktvissen, insecten, vissen en reptielen.

### Leren
Er zijn verschillende mechanismes die leren tot gevolg hebben. Associatief leren is een vorm van conditionering en wordt dan ook wel S-R-leren genoemd. Het is een vorm van leren die sterk afhankelijk is van trial-and-error en directe beloning. Het werkt vooral sterk voor gedrag waarvoor het dier biologisch is voorbereid. Deze vorm van leren heeft dan ook zijn grenzen zodra het ingaat tegen het natuurlijke gedrag. Dieren kunnen voor korte tijd iets leren wat daar tegenin gaat, maar na verloop van tijd zal instinctieve drift optreden en vallen zij terug in instinctief gedrag.
Cognitie komt in enige mate kijken bij leren door observatie of sociaal leren en berust op waarneming en imitatie zonder dat er sprake is van een directe beloning. Waarschijnlijk is hierbij ook het spiegelneuron actief. Conformisme kan hierbij een rol spelen bij sociale dieren doordat zij zich aanpassen aan de groep.
Werkelijk cognitief leren treedt op bij dieren die in staat zijn om oorzaak en gevolg met elkaar te verbinden. Dit kan leiden tot een werkelijk inzicht en begrip van de situatie, zodat nieuwe oplossingen bedacht kunnen worden die niet eerder geobserveerd zijn.
Dit is geen oplopende schaal van betere manieren om te leren, want dat is afhankelijk van de situatie. Zo betekent een technisch inzicht niet dat een taak beter uitgevoerd wordt dan wanneer er sprake is van imitatie.